# فروشگاه سپه
فروشگاه زنجیره‌ای سپه یک سوپرمارکت زنجیره‌ای در سطح ایران است.
شرکت تعاونی ارتش در سال ۱۳۲۸ به سرمایه سه هزار و دویست و پنجاه تومان تأسیس شد و در سال ۱۳۴۷ به تعاونی مصرف سپه تغییر نام داد.
این شرکت در حال حاضر 15 فروشگاه در تهران، ۲ فروشگاه در استان کرمان دارد. 